# Duets (Album)
Duets ist das erste Kollaborationsalbum des britischen Sängers und Komponisten Elton John. Es erschien im November 1993 bei MCA Records (US)/Rocket (UK).

## Hintergrund
Das Album ging aus einem Weihnachtsprojekt von John hervor, das später dann noch zu einem weiteren eigenen Album wurde (Elton John’s Christmas Party). Die Liveversion von Don’t Let the Sun Go Down on Me mit George Michael, die auch auf dem Album enthalten war, war bereits 1991 zu einem Nummer-eins-Hit in den USA und dem Vereinigten Königreich geworden. An den Arbeiten zum Album wirkte ausnahmsweise, als einem von nur drei Alben zwischen 1983 und 2016, nicht Johns Gitarrist Davey Johnstone mit. Die Aufnahmen fanden zwischen August und Oktober 1993 in diversen Studios weltweit statt, auch mit wechselnden Produzenten. Das Album wurde sowohl als CD, als Kassette sowie als Doppel-LP, mit einer leicht veränderten Titelliste, im Vereinigten Königreich veröffentlicht.

## Rezeption
Das Album erreichte Platz 25 der US-amerikanischen und Platz fünf der britischen Charts. In der Schweiz erreichte es Platz drei, in Österreich Platz eins und in Deutschland Platz zehn.
Das Album erreichte in diversen Ländern, darunter Großbritannien und die USA, Platinstatus.

## Titelliste

### CD-Ausgabe
| Nr.          | Titel                                                       | Autor(en)                           | Produzenten                         | Länge |
| ------------ | ----------------------------------------------------------- | ----------------------------------- | ----------------------------------- | ----- |
| 1.           | Teardrops (mit k.d. lang)                                   | Cecil Womack, Linda Womack          | Greg Penny                          | 4:55  |
| 2.           | When I Think About Love (I Think About You) (mit P.M. Dawn) | Attrell Cordes                      | P.M. Dawn                           | 4:34  |
| 3.           | The Power (mit Little Richard)                              | Elton John, Bernie Taupin           | Greg Penny, Elton John              | 6:25  |
| 4.           | Shakey Ground (mit Don Henley)                              | Jeffrey Bowen, Al Boyd, Eddie Hazel | Don Henley                          | 3:52  |
| 5.           | True Love (mit Kiki Dee)                                    | Cole Porter                         | Narada Michael Walden               | 3:35  |
| 6.           | If You Were Me (mit Chris Rea)                              | Chris Rea                           | Chris Rea                           | 4:26  |
| 7.           | A Woman’s Needs (mit Tammy Wynette)                         | Elton John, Bernie Taupin           | Barry Beckett                       | 5:19  |
| 8.           | Old Friend (mit Nik Kershaw)                                | Nik Kershaw                         | Nik Kershaw                         | 4:17  |
| 9.           | Go On and On (mit Gladys Knight)                            | Stevie Wonder                       | Stevie Wonder                       | 5:50  |
| 10.          | Don’t Go Breaking My Heart (mit RuPaul)                     | Elton John, Bernie Taupin           | Giorgio Moroder                     | 5:00  |
| 11.          | Ain’t Nothing Like the Real Thing (mit Marcella Detroit)    | Nickolas Ashford, Valerie Simpson   | Chris Thomas                        | 3:36  |
| 12.          | I’m Your Puppet (mit Paul Young)                            | Spooner Oldham, Dan Penn            | Steve Lindsey                       | 3:36  |
| 13.          | Love Letters (mit Bonnie Raitt)                             | Edward Heyman, Victor Young         | Don Was                             | 4:01  |
| 14.          | Born to Lose (mit Leonard Cohen)                            | Ted Daffan                          | Steve Lindsey                       | 4:33  |
| 15.          | Don’t Let the Sun Go Down on Me (live, mit George Michael)  | Elton John, Bernie Taupin           | George Michael                      | 5:48  |
| 16.          | Duets for One                                               | Elton John, Chris Difford           | Elton John, Stuart Epps, Greg Penny | 4:52  |
| Gesamtlänge: | Gesamtlänge:                                                | Gesamtlänge:                        | Gesamtlänge:                        | 74:41 |

### LP-Ausgabe
| Nr.          | Titel                                       | mit            | Länge |
| ------------ | ------------------------------------------- | -------------- | ----- |
| 1.           | Teardrops                                   | k.d. lang      | 4:55  |
| 2.           | When I Think About Love (I Think About You) | P.M. Dawn      | 4:34  |
| 3.           | The Power                                   | Little Richard | 6:25  |
| 4.           | Shakey Ground                               | Don Henley     | 3:51  |
| Gesamtlänge: | Gesamtlänge:                                | Gesamtlänge:   | 19:45 |

| Nr.          | Titel                                  | mit            | Länge |
| ------------ | -------------------------------------- | -------------- | ----- |
| 1.           | True Love                              | Kiki Dee       | 3:34  |
| 2.           | If You Were Me                         | Chris Rea      | 4:26  |
| 3.           | A Woman’s Needs                        | Tammy Wynette  | 5:18  |
| 4.           | Don’t Let the Sun Go Down on Me (Live) | George Michael | 5:46  |
| Gesamtlänge: | Gesamtlänge:                           | Gesamtlänge:   | 19:04 |

| Nr.          | Titel                             | mit              | Länge |
| ------------ | --------------------------------- | ---------------- | ----- |
| 1.           | Old Friend                        | Nik Kershaw      | 4:15  |
| 2.           | Go On and On                      | Gladys Knight    | 5:50  |
| 3.           | Don’t Go Breaking My Heart        | RuPaul           | 5:00  |
| 4.           | Ain’t Nothing Like the Real Thing | Marcella Detroit | 3:36  |
| Gesamtlänge: | Gesamtlänge:                      | Gesamtlänge:     | 18:41 |

| Nr.          | Titel           | mit           | Länge |
| ------------ | --------------- | ------------- | ----- |
| 1.           | I’m Your Puppet | Paul Young    | 3:36  |
| 2.           | Love Letters    | Bonnie Raitt  | 4:01  |
| 3.           | Born to Lose    | Leonard Cohen | 4:33  |
| 4.           | Duets for One   |               | 4:52  |
| Gesamtlänge: | Gesamtlänge:    | Gesamtlänge:  | 17:02 |

## Kommerzieller Erfolg

### Chartplatzierungen
| ChartsChartplatzierungen       | Höchstplatzierung | Wochen |
| ------------------------------ | ----------------- | ------ |
| Deutschland (GfK)              | 10 (17 Wo.)       | 17     |
| Österreich (Ö3)                | 1 (17 Wo.)        | 17     |
| Schweiz (IFPI)                 | 3 (26 Wo.)        | 26     |
| Vereinigte Staaten (Billboard) | 25 (22 Wo.)       | 22     |
| Vereinigtes Königreich (OCC)   | 5 (19 Wo.)        | 19     |

| ChartsJahrescharts (1994) | Platzierung |
| ------------------------- | ----------- |
| Deutschland (GfK)         | 82          |
| Österreich (Ö3)           | 29          |
| Schweiz (IFPI)            | 22          |

### Auszeichnungen für Musikverkäufe
| Land/Region                  | Auszeichnungen für Musikverkäufe (Land/Region, Auszeichnung, Verkäufe) | Verkäufe  |
| ---------------------------- | ---------------------------------------------------------------------- | --------- |
| Australien (ARIA)            | Gold                                                                   | 35.000    |
| Dänemark (IFPI)              | Platin                                                                 | 80.000    |
| Frankreich (SNEP)            | 2× Gold                                                                | 200.000   |
| Kanada (MC)                  | Platin                                                                 | 100.000   |
| Neuseeland (RMNZ)            | Platin                                                                 | 15.000    |
| Norwegen (IFPI)              | Platin                                                                 | 50.000    |
| Österreich (IFPI)            | Platin                                                                 | 50.000    |
| Schweiz (IFPI)               | Platin                                                                 | 50.000    |
| Spanien (Promusicae)         | Platin                                                                 | 100.000   |
| Vereinigte Staaten (RIAA)    | Platin                                                                 | 1.000.000 |
| Vereinigtes Königreich (BPI) | Platin                                                                 | 300.000   |
| Insgesamt                    | 3× Gold · 9× Platin ·                                                  | 1.980.000 |

Hauptartikel: Elton John/Auszeichnungen für Musikverkäufe